# 花さか天使テンテンくん
『花さか天使テンテンくん』（はなさかてんしテンテンくん）は、『週刊少年ジャンプ』（集英社）で1997年11号から2000年30号まで連載されていた小栗かずまたの漫画作品、および同作を原作としたアニメ作品である。作者にとっては初の連載作であり、代表作でもある。
断りがなければ原作を指す。

## 作品概要
- 天使のテンテンと小学生・桜ヒデユキとの交流と人の才能をテーマにしたギャグ漫画。1話完結形式だが、長編ストーリーも存在。読切版が単行本第3巻に収録されている。
- 幼年漫画らしい子供向けの絵柄とギャグだが、「森田童子」など子供には理解し難いネタや、当時の芸人の名前や過去のジャンプ作品のパロディ（主に「キン肉マン」）などが見られる。
- 作中の天の国や地獄は西洋と東洋の概念が混ざり合ったものになっており、エンマ大王の部下は悪魔が中心であるため、鬼もいるがほとんど出てこない。ちなみにエンマ大王自身も元々は悪魔である。
- メディアでは1998年にアニメ化、1999年にゲーム化などがある。
- 2012年6月より全17巻ある単行本から感動的なエピソードをセレクトし、タイトルを「花さか天使テンテンくん 感動セレクション」として、文庫版が全4巻で刊行された[1]。4巻では描き下ろしの読み切り「12年後の花さか天使テンテンくん」を21ページで収録[2]。最終回（第161話）では明かされなかったヒデユキの“本当の才能”についても描かれている[1][2]。

## 登場人物

### 主人公
テンテン声 - ゆきじ
まん丸頭に1本の髪の毛が特徴。「才」の天使の卵でサイダネを間違えたり道具をなくすことが多いが、サイダネに関する最低限の知識は備えている。天の国小学校はおまけで卒業。ギャグ漫画の主人公という立場上、ボケとリアクションには長けていると同時に、あらゆるコスプレを披露している。
大食いで食べることを生き甲斐とし、学校も給食が食べられる場所としか考えていない。降輪小学校には給食目当てで通っている。鳥に引っ張られた髪の毛がパーマ状になってキューピに不良扱いされて嫌われたために鳥は大嫌いだが、鶏肉は大好物である。食べこぼしで汚れた服を洗ったり着替えるのが面倒という理由で常に全裸。
感情を素直に表現し、金に汚くて超ワガママでひねくれており、その言動と行動によってある者たちの顰蹙を買っている一方、ある者たちから慕われている。両親を大切に思っており、両親宛の手紙に書いた嘘がバレかけた際にはヒデユキとミサキに頭を下げて協力を求めている。
ヒデユキにサイダネの代わりに誤って梅干の種を入れてしまい、神の命令でヒデユキの本当の才能を探すために地上に降りることとなる。ヒデユキを何の才能もない身にしてしまったことに対して罪悪感を抱いており、本来だったら許されない立場にある自分を受け入れてくれたヒデユキに感謝の念を持っている節もある。
テレビで見た少年探偵団に憧れ、テンテン団を結成した。
ジャンプを愛読しているが、一番のお気に入りは「OK!!JUMP GUY!!」で、いつもそれを読んで笑っている。
一人称は基本的に「オイラ」だが、読み切り版では「オレ」になっている。
12年後はヒデユキの才能が見つかったことで一緒に暮らすことはできなくなったものの、天の国の計らいで年に何回か会うことができている。また、見た目は目立った変化がないものの、髪の毛が2本になっている。
桜ヒデユキ（さくら ヒデユキ）声 - 摩味
1987年11月18日生まれのさそり座（AB型）。身長は137センチ、体重は32キロ、座高は71センチ。好きな食べ物は梅干（梅干の種が入っているため）、チョコレート。嫌いな食べ物は納豆、セロリ、アボカド。好きな色は青。趣味は読書。
降輪小学校4年1組→5年1組で将棋部所属。
テンテンによってサイダネを授からなかった少年。読み切り版や連載版でも酷い目に合いやすい不幸体質だが、幸運に恵まれることもある。敵対している者が傷付いても助ける優しい性格で常に努力を欠かさず、いじめを受けていない。基本的には真面目だが、テンテンのボケにツッコミを入れ、リアクションもテンテンに引けを取らない。天上オリンピアではリーダーシップを発揮し、テンテンやデモモを引っ張っている。
序盤は才能を欲しがっていて積極的に才能探しをしていたが、次第に才能探しをしなくなった。テンテンによって数多くのサイダネを試されたり、本当のサイダネが見つかる機会もあったが、発見には至らなかった。しかし、「12年後の花さか天使テンテンくん」では後に本当のサイダネが見つかるも、天の国の掟で本当の才能についての記憶は消されている。本当の才能については明記されてはいないものの、小説の編集者になるために出版社を受けており、社長が過去にヒデユキと会ったことのある人物で恩があることから採用され、その後にサイダネが芽を出したなど、編集者の才能の持ち主であることが窺える描写がある。

### 天使
キューピ声 - 石橋千恵
「愛」の天使の1人。一見すれば可愛らしい少女だが、実は暴力ツッコミキャラであり、料理は苦手。パーマをかける者は不良と考えている。
かつてテンテンと交際していたが、テンテンの髪の毛がパーマに見えたことで別れ、本当に交際していたのか疑うほどテンテンに冷たく接している。その反面、ヒデユキには好意的に接しており、彼の頬にキスをしたこともある。
天上オリンピアで優勝したテンテンの願いによってテンテンと結婚したが、彼の性格に愛想を尽かして離婚。
ジャック声 - 高橋広樹
「知」の天使の1人。天使の体調不良や怪我を治療しており、「奇跡の医者」と呼ばれている。天使アイテム「天薬箱」を所持。
昔は運動能力が絶大に優れて「マッスルジャック」と呼ばれていたが、数々の難病にかかって以降は頻繁に吐血するほど病弱になってしまい、ヒデユキからも生きていること自体を不思議がられた。
またその際に自らの病気を治療するために勉強に励んだことがきっかけで医者となった。
ベンテン声 - 浅川悠
ジャック同様に「知」の天使。天使アイテム「天辞苑」の使い手。影が薄いためによく無視される。テンテンに関わるとロクな目に遭わない。天の国小学校時代は、体育以外の成績はオール5であった。
フクジン声 - 松尾銀三
「運」の天使の1人。福の神のような顔と豊かな福耳をしており、常に笑顔だが、激しい暴行や馬鹿にされるなどしてキレると大魔神のような形相になり、コヅチで敵を殴るなどして暴走する。
オニタロー
フクジン同様に「運」の天使。鬼のような顔をしているが気弱な性格。パーマをかけているが、性格のおかげでキューピから冷たくされていない。天使アイテム「楽天棒」で人間のストレスを抜いている。
ユキノスケ
雪ダルマに似ている。天使に手紙を届けるのが仕事。見かけによらず熱い性格。

#### 神と天使長たち
神（かみ）
声 - 永井寛孝
天使たちの長。テンテンにサイダネ探しを命じた。かつては「才」の天使だった。能力は高くて天使たちからの信頼も厚いが、性格はエロくて精神年齢は小学生並み。300年以上生きている。ヒデユキにサイダネを授け損ねたことに責任を感じている。毎年クリスマスイブの夜には、サンタの格好で人間たちにプレゼントを配布。
テンテンのことは大嫌いだがヒデユキのことは好き。
大臣（だいじん）声 - 松本吉朗
神のサポートをする天使で、神の奇行に対するツッコミ役。額にかなり小さく「臣」の文字がある。
ティレンツ
テンテンの兄で「才」の天使長。外見は美形で威厳に満ち溢れている。幼少期は今のテンテンのそれと同じであり、テンテンに昔の自分を重ね合わせて厳しく接している（ゆえにテンテンが心底恐れている）が、テンテンに期待している節がある。ただし、12年後にはテンテンを一人前の天使にすることは諦めてしまっているようである。
ブルタス
「力」の天使長。年齢は100歳を超えていて最年長だが、そうとは思えぬほど立派な筋肉の持ち主であり、腕の振りだけのパンチでルキーノの巨体を軽々殴り飛ばせる。見た目とは裏腹に笑い上戸。
スフィクス
「知」の天使長。最年少でまだ5歳。天の国一の意地悪な性格の持ち主でもある。スフィンクスの如く、謎かけをしては不正解の者に罰ゲームを与えるなどして周囲の者を困らせる。時々おねしょをするなど年相応な一面も。
「知」の副天使長（ちのふくてんしちょう）
スフィクスのせいで知の神殿には他の天使がいなくなってしまい、いつもスフィクスに振り回されている苦労人。しかし、スフィクスは知の神殿に馬鹿はいらないと言ってる中で唯一残っているため、能力的に認められているようである。
「知」の天使部長（ちのてんしぶちょう）
ベンテンの先輩。外見は大臣に似ている。
クロノス
「運」の天使長。超ナマケモノで数年に1度しか起きない。時空移動といった凄まじい力を持つため、天使長の座についている。時空移動は他の者も一緒に連れていくことも可能だが、位の低い天使や人間にとってはきつい負荷がかかるため、死ぬ可能性もある。
マリリン
「愛」の天使長にして、天使長の紅一点。本編には未登場だが、第17巻のオマケコーナーにてその姿が確認できる。
門番兄弟（もんばんきょうだい）
天の国の門番をしている兄弟。「力」の天使。

#### 天獣
テンケン
テンテンと外見と性格が似ている。巨大天犬の一種で、大きさを自在に変えられる。額の犬の文字はテンテンがマジックで書いた。人間の言葉を理解できる。
天の里でテンパパとテンママに世話されていたが、テンテンに会うために天の国からやって来て、ミサキには内緒で桜家に居候。
プムー
元々は神様を乗せていたため、飛行速度が速い。角を握られるとおとなしくなる。
サイダネを好物とし、かつて天の国にあるサイダネを食べ尽くしたために天獣園で檻に入れられて世話されていた。だが、脱走してサイダネの木に実ったサイダネを食べ尽くした後、テンテンとヒデユキのもとに向かってサイダネを食べ尽くそうとするが、2人に阻止されて天獣園に連れ帰られた。
天の国&地獄親睦大運動会ではテンテンとヒデユキを迎えに来た。
ポポン
性別はメス。変身能力を持ち、人間にも変身可能。人間の言葉を話せる。ザウエルとともに仙住島で生活していた。
レンポ
ジャックの相棒でもあるレントゲン犬。「プニー」と鳴く。耳から出す光は透視する効果があり、患者の悪い部分を簡単に発見できる。
天上オリンピアではジャックがキューピやユキノスケとともに出場したため、ザウエルやポポンとともに出場。
ヘビオカーン
浮遊島にあるオバハン山に生息。昆虫系であり、幼虫から成虫に進化する時は繭を作る。成虫は人間の言葉を話し、美少女のような外見をしていると同時に美しい羽が目立ち、さらには血液には怪我を治療できるため、幼虫時は醜い姿をしている。ザタンによって血液をほとんど絞り取られて岩に投げ付けられてしまい、テンテンたちを回復させて力尽きたが、ヒデユキの願いを聞いた聖なる宝玉の力で蘇った。
ノップサン
性別はオス。ポポン同様、人間の言葉を話せる。植物を甦らせる天源水で体ができている。花を愛しており、テレビで偶然見た地の国の花に魅了されて地の国を訪れた。降輪山を火事から守ろうとして天源水をすべて使用したために命を落としたが、消火した一帯は花が咲き誇り、彼の花を愛する思いは降輪山で生き続ける。

#### テンテンの家族
テンパパ
テンテンとティレンツの父。2人の息子同様、かつては「才」の天使だった。外見がテンテンと似ている。テンテンに非常に甘いが、自分の目の届かない場所でのテンテンの所業を見て厳しい見解を示すなど、常識的な面も持ち合わせる。
テンママ
テンテンとティレンツの母。美人だが天然ボケであり、あり得ないような間違いをする。夫同様、テンテンに非常に甘い。

#### 堕天使
ピーノ
ジャックやベンテン同様、「知」の天使。階級は天使課長補佐。堕天使になったルキーノを改心させるべく、堕天使になりすましていた。その後は「知」の天使の仕事に復帰。キューピに好意を抱かれている。爬虫類が大の苦手。
ルキーノ
ピーノの兄で堕天使のリーダー。かつては「力」の天使部長で正義感に溢れていたが、人間が起こした事故がきっかけで仲間を亡くしたことで人間に失望して堕天使となった。しかし、堕天使になった後もブルタスを尊敬していたようで、ブルタスの一喝を受けて改心し、天の国刑務所で罪を償っている。

#### その他の天使
ザウエル
仙住島に住む老天使。500年間に渡って「才」の天使長をしていたが、自分からその立場を捨てて天使の輪も外し、ポポンとともに地上で生活。ティレンツが真面目になるきっかけを作ったが、かなりの変わり者でテンテンと意気投合してしまう。その後は仙住島を離れて旅に出る。
天上オリンピアではマントで正体を隠して出場。
ピットン
門番兄弟同様に「力」の天使。「力」の天使に相応しく筋肉質だが、小学校時代は背が低くて気弱な性格でテンテンに迷惑を被られた。同窓会でテンテンに仕返しを試みるが、手違いで担任の先生に誤解を与えてお仕置きされてしまった。

### 悪魔
デモモ声 - 神代知衣
悪人の才能を刈り取る悪魔。普通の言葉は話せず、特有の言葉で喋る。アニメでは普通の言葉で喋る。
テンテンとキャラが被っているためにテンテンとよく喧嘩するが、仲が良く互いに助け合うなど親友のような間柄である。阪神ファンであり、ジャイガンツの清川の才能花を個人的な理由で刈り取った。
エンマの髭に憧れており、天上オリンピアで優勝後は髭を生やしていた時期があった。
12年後はミザリィと結婚しているが、心労が絶えないようで老いた容姿になっている。
エンマ大王（エンマだいおう）声 - 西松和彦
悪魔たちの長。神とは立場上対立しているが、性格はいたって真面目で厳格。既婚者である。失敗した悪魔には罰として「地獄のフルコース」を体験させている。
ミザリィ
愛の天使の対極のような存在で、恋仲にある人たちを別れされる魔女。キューピとは不仲である。巨大なカラスのブライに乗っている。幼少期の誤解でデモモに好意を持ち、結婚するべく付きまとうがデモモには嫌がられている。
「12年後のテンテンくん」ではデモモと結婚して子沢山の母親になっているが、完全にデモモを尻に敷いている。
イービル
悪魔の中でも最上級のクラスで、天候を操るなど強力な能力を持っている。デモモを含め、他の悪魔からは「イービル様」と呼ばれている。天使と悪魔が仲良くしていることを快く思っておらず、昔のように争わせようとしている。勝利への執着心が強く、1%でも負ける可能性があれば潰しておく必要があると考えるなど非常に用心深い。
デビー
イービルと並び、地獄でも1・2を争うスピードの持ち主。本来であればイービルとともに二人三脚に出場するはずだったが、テンテンの恨みを買ってトイレに閉じ込められた（閉会式の時に脱出）。
実はミザリィに好意を寄せており、再登場時に求婚するが、存在自体を全否定される酷い振られ方をする。
ザタン
デモモ同様、花刈りを担当。卑怯な性格で勝利のためなら手段を選ばない性格。世界征服を企て、仲間2人とともに天上オリンピアに出場。
ミスト
ザタンの仲間。頭部の一本角と左目の傷が特徴。
ギリョウ
黄泉の国最高裁判長。黄泉の裁きの最高責任者。友情についてなど、人間のことになると真剣に悩む。
ドンデ
黄泉の国の死神見習い。よく仕事をサボって食料庫でつまみ食いしている。語尾に「シニ」がつく。
ドッペル三兄弟（ドッペルさんきょうだい）
人間・天使・悪魔問わず、他者の外見や性格などを真似る。他者の邪魔をして困惑させるのを趣味とし、天上オリンピアで第4チェックポイントへのルートのBコースを通過しようとする者たちを妨害。自分たちの欠点を逆手に取ったテンテンたちに反撃されたため、怪物に合体変身してテンテンたちに襲い掛かるが、ヘビオカーンの吐き出した糸によって動きを封じられた。
ズール
デモモ同様、花刈りを担当。1ヶ月で数多くの悪人の才能花を刈っているほど優秀。デモモを騙して彼が刈った才能花をすべて奪ったが、それがヒデユキが開花させた犯罪でない才能花だったために「地獄のフルコース」を体験。
ちびデモ兄弟（ちびデモきょうだい）
デモモの幼い弟妹。言葉を話せないため、会話する際はプラカードを使用。デモモの前では猫を被っており、陰では全宇宙制圧を企んでいる。次男リモモにはコ、三男ガモモにはデ、四男ベモモと長女（5番目）ミモモにはモ、末弟スモモにはハテナマークがそれぞれ、額に刻まれている。

### 人間
人間キャラクターの苗字は、植物の名前から取ったものがほとんどである。

#### 桜家
桜ミサキ（さくら ミサキ）声 - 萩森侚子
ヒデユキの母。料理の才能を持つために料理上手。2年前に夫を交通事故で亡くしてからは、料理研究家として生計を立てながら女手ひとつでヒデユキを育てている。さっぱりした性格であっさりとテンテンを受け入れた。大の犬嫌いであるため、テンケンを飼うことをあっさり否定した。
桜カズヨシ（さくら カズヨシ）
ヒデユキの父。2年前に交通事故死した。両目のみ描かれておらず、回想などでも登場しなかったためにどんな人物かは不明。
ヒデユキの祖母
ミサキの母でもある。腰痛の持病を持つ。

#### 降輪小学校

##### ヒデユキのクラスメイト
4年1組→5年1組在籍。
菊崎トラキチ（きくざき トラキチ）声 - 野島健児
ヒデユキの親友で最大の理解者。サッカーの才能を持ち、サッカー部に所属。Jリーガーになってワールドカップ優勝を夢見ている。テンテンやヒデユキの秘密を知ったが、催眠の才能を開いたヒデユキの催眠術によって記憶を消されている。茜田に想いを寄せている。読みきり版では正反対の性格である。原作ではテンテンを「まるいの」、アニメでは「テンテンくん」と呼んでいる。
「12年後の花さか天使テンテンくん」では留学している。
百合川サチコ（ゆりかわ サチコ）声 - 中川亜紀子
ヒデユキの想い人で優等生の美少女。ピアノを習っており、学校でも音楽部に所属。当初はヒデユキを誤解していたが、ヒデユキの持つ優しさを理解してからは仲良くなった。読み切り版にも登場している。
「12年後の花さか天使テンテンくん」ではウィーンに留学している。
茜田イズミ（あかねだ イズミ）声 - 天神有海
菊崎に想いを寄せている。勝気で男勝りな性格だが、バレンタインに菊崎のためにチョコを作ったり手芸部に所属するなど女の子らしい一面を持っている。
蘭林リョウイチ（らんばやし リョウイチ）声 - 石川大介
幼少期から劇団に所属しており、舞台に出演経験があるために学校でも演劇部に所属。ナルシストかつ目立ちたがり屋な性格であり、珍妙なセンスの持ち主ゆえ、周囲から引かれている（それは母親も同様である）。
梅宮タツヤ（うめみや タツヤ）声 - 橋本潮
絵を得意としている。自分のことを「タックン」と呼んでくる過保護な母親を疎ましく思っていたが、風邪を引いて倒れたところを懸命に助けられて態度を改めた。
三椿ケイタ（みつばき ケイタ）声 - 小谷伸子
話が上手く、卓球部に所属。降輪公園で本を読んでいた向田ヒロミに恋をして思いきって告白をするが、ヒロミが男だったために大きなショックを受けた。
綿山フクオ（わたやま フクオ）声 - 佐藤智恵
跳び箱が苦手だったが、実は跳び箱の才能を持っており、放課後の練習を重ねたことで目覚めた。
山吹トオル（やまぶき トオル）
学級委員を務めているため、委員長と呼ばれている。最も珍しい珠玉のサイダネを持っており、文武両道でバスケ部に所属。自分の才能に悩んでおり、自由奔放のテンテンを羨ましく思っている。
橘ソウイチロウ（たちばな ソウイチロウ）
趣味は俳句で着物を着ている。顔は無表情だが、俳句に対して熱い想いを持っており、無感情と言うわけではない。降輪老人会主催の俳句友の会の会員でもあり、学校でも俳句部に所属しているが、先輩たちが卒業したために部員は1人だけになっていた。家族は犬を含めて皆同じ顔である。
誕生前にサイダネを授かる順番はヒデユキの次だった。
浅丘（あさおか）
蘭林に片思いをしているが、本人からは避けられている。容姿がいいとは言えない。
捩木（ねじき）
キャンプ慣れしており、初心者のヒデユキを見下していた。誕生日に父親から貰った十得ナイフを大事にしている。キャンプで川に落ちた十得ナイフをヒデユキが拾ったため、そのお礼として帰りに一緒に荷物を持った。
薔薇ノ宮（ばらのみや）
国際貿易会社の御曹司。
夢木モモコ（ゆめぎ モモコ）
5年1組の転校生。あだ名は「モモちゃん」。以前の小学校ではその言動と行動が理由で変人扱いされ、いじめを受けて友達ができなかったが、ヒデユキたちが受け入れたことで友達となった。

##### その他の同級生
蕺リュウゾウ（どくだみ リュウゾウ）声 - 志賀克也
4年4組→5年4組。誕生時は「タツゾウ」と命名されるはずだった。小学2年まで大阪に住んでいたため、関西弁で喋る。野球の才能の持ち主で、小さいながらも既に才能花を咲かせている。クラスメートでもある3人の仲間からは「組長」と呼ばれ、常にともに行動。パンチパーマで小学生とは思えない風貌をしており、年上相手でも圧勝するほど喧嘩も強い。
外見とは裏腹に無類の動物好きであり、車に轢かれそうになった子犬を命懸けで救ったり、学校で飼われている動物たちや公園の鳩に餌をやっている。水恐怖症で泳げず、さらには高所恐怖症。
昔は今とは正反対に気弱ないじめられっ子で、額の傷はその当時石をぶつけられたのが原因。
ハジメの件もあって、テンテンやヒデユキと親しくしている。テンテンも内心ではリュウゾウを恐れているため、テンテン団の一員であるハジメには甘く接している。
蕺一味（どくだみいちみ）
蕺同様、無類の動物好き。ヤス（本名不明）はパーマをかけていないが、蕺と髪型が似ている。残りの2人は名前不明で、1人は両目の下に隈があり、もう1人は巨漢で帽子を被っている。
姫島・マーガレット・セイコ（ひめじま・マーガレット・セイコ）
4年3組→5年3組。お金持ちのお嬢様でハーフ。可愛い物が大好きだが、中年男性の頭部が苦手。机や水着も可愛らしいデザインをした特注品を使っている。
蘭林同様にナルシストな性格であり、自分は可愛いと思い込んでいる。クラスメイトにして取り巻きの2人と常に行動をともにしている。
可愛い物を自分の物にしなければ気が済まず、テンテンを気に入って以来、毎回自分のものにしようとするが、ことごとく失敗する。
藤代（ふじしろ）
姫島の取り巻きでもあるクラスメイト。眼鏡をかけている。
杉原カズヤ（すぎはら カズヤ）
4年2組。菊崎同様、サッカー部に所属していた。菊崎とともにワールドカップ優勝を夢見ていたが、父親の仕事の都合で九州の小学校に転校。後に、夢を叶えるためにサッカーを続けていることを、菊崎に手紙で話した。

#### 教師
杜若トモエ（かきつばた トモエ）声 - 徳永悦子
ヒデユキたちの担任で新人の美人教師。涙もろいため、児童の前では涙を見せないと心に誓っている。元々は楠の代わりに4年1組を受け持っていたが、後に正式に4年1組及び5年1組担任となった。松沢に想いを寄せていた。
アニメ版では女子プロレスのサイダネを持っている。
楠（くすのき）
4年1組旧担任。少々厳しい性格だが、授業中はヒデユキに気を遣っている。
交通事故に遭って半年入院し、その間は4年1組を杜若に任せた。後に復帰したが、児童たちは自分よりも杜若を必要としていることを知り、入院中に受験した祖場乃小学校の教頭試験に合格したため、降輪小を離れた。
復帰後は明るくハイテンションな性格へと変わっており、生徒たちを驚かせた。
松沢アキラ（まつざわ アキラ）声 - 杉野博臣
28歳の体育教師。常に筋肉とダジャレを鍛えている。男子からは人気があるが、女子からは不人気。杜若に一目惚れし、熱烈なアプローチを続けた末に親密な関係となった。アニメではよく裸になっていた。
300年前に、「才」の天使だった神が仕立て屋の才能を開花させた松沢と瓜二つの武士・松之助がいる。
花畑エンラク（はなばたけ エンラク）
校長。坊主頭でカツラを被っている。
教頭（きょうとう）
名前不明。校長とは正反対の性格。校長に呆れている。
小柳ツトム（こやなぎ ツトム）
4年2組→5年2組担任。イケメンで女子から人気がある。松沢とはライバル関係にある。高校時代はバスケ部に所属し、インターハイに二度出場している。

#### 児童の家族
菊崎の父（きくざきのちち）
寿司屋を経営。頭に巻物をしており、スーツを着る時でも巻物は欠かさない。夏は暑くて当然と考えており、エアコンを自宅に設置していない。妻は肥満気味。
蕺ゴウゾウ（どくだみ ゴウゾウ）
リュウゾウの父。本物のヤクザも退けるほどに厳つい風貌。夏祭りなどではタコ焼きの屋台を出しているが、本来の職業は不明。妻は未登場。
蕺ハジメ（どくだみ ハジメ）声 - 土谷百合香
リュウゾウの弟でテンテン団の一員。空を飛ぶことを夢見ている。リュウゾウやゴウゾウと異なり標準語で喋り、語尾に「でちゅ」が付く。坊主頭で顔はリュウゾウと似ているが、気弱で大人しい性格。
アニメではリュウゾウ同様の性格。
薔薇ノ宮の父（ばらのみやのちち）
国際貿易会社の会長。遊園地も経営。

### その他
小栗かずまた（おぐり かずまた）
本作の作者が自身をデフォルメ化して描いた姿。巻末劇場に登場し、読者の疑問に答えている。作者ゆえに登場人物の性格を理解しており、連載1周年記念や人気キャラ投票発表時にテンテンが大はしゃぎした際には、ゲンコツして諫めた。
天上王（てんじょうおう）
天国と地獄の両方を統括する全知全能の王。神やエンマを超えた存在。スフィクスを気に入っている。
ジョロザエモン
神の天翼じょうろだった。人間の言葉を話せる。昔を思い出すと眠くなる癖がある。神が用を足しに行った時に地震が起こり、300年間に渡って地中に埋まっていたが、ビルの工事中に偶然発見されて珍しい陶磁器として博物館に展示されていた。
クロ
ヒデユキが幼少期に飼っていたメスの黒猫。当時でもかなり高齢だった。突然失踪し、現在は猫の寿命を考えると亡くなっていると思われる。ヒデユキの思い出の中では今も生き続けており、その思い出を忘れないためにヒデユキの服にはクロの絵が描かれている。
白柳親子（しろやなぎおやこ）
母テツコはクイズ番組で10回、息子テツオは子供クイズ番組で5回の優勝経験を持つ。クイズ番組『親子でシンキング』でテンテンと乱闘騒ぎを起こしたため、クイズ番組に出場禁止となった。
後に仮装番組『銀ちゃんの仮装大賞』に出場。
白詰コウジ（しろつめ コウジ）
降輪町に引っ越してきた小学生と思しき少年。三輪車のテクニックとロボットの玩具でテンテンからテンテン団のリーダーの座を奪ったことがある。
華室アンナ（かむろ アンナ）
本名は梅垣ミナコ（うめがき ミナコ）。ヒデユキとは幼なじみで、4歳まで降輪市に住んでいた。幼少期からアイドルに憧れ、夢を叶えて10歳でトップアイドルとなり、小中学生の人気を博している。
木瓜野（ぼけの）
生物学の教授で木瓜野生物学研究所所長。テンテンを捕獲・研究しようとして脱走され、しかも研究所で飼っていた動物たちに重傷を負わされた。
紅葉山（もみじやま）
木瓜野の助手。
向田ヒロミ（むこうだ ヒロミ）
降輪公園で本を読んでいる少年。三椿から少女と誤解された。
アニメでは少女に変更された。
マサにーやん
本名不明。蕺が幼少時代、近所の子供たちからいじめの標的にされていた蕺を助けたガキ大将だが、実は彼らに蕺をいじめさせていた張本人。蕺より5歳年上であり、高校生になっている。現在も大阪に住んでいる。修学旅行で東京を訪れて蕺と再会して金を騙し取ろうとしたが、昔の悪事がバレて激怒した蕺の鉄拳を浴びせられ、同級生に連れられて大阪に帰っていった。
カー公（カーこう）声 - 高木優佳
アニメオリジナルキャラクター。テンテンの急所を毎回突いている鴉。

## 用語
天使（てんし）
天の国の住人。役割によって5種類の天使がいて、人間を影から助ける仕事をしている。その天使の役割は額の天印を見れば分かるが、テンテンなど半人前の天使は「天」という間に合わせの文字が書かれている。
能力によって階級分けされており、天使部長や平天使など一般企業の役職と同じようになっている。天力によって暑さや寒さから守られており、服を着ていなくても問題はない（実際に服を着ていない天使はテンテンのみ）。天使としての仕事を引退した天使は天印が消え、天使の里で暮らしている。
階級の高い天使ほど寿命が長い傾向にあり、平均的な天使の寿命は不明。しかし、普通の天使は300年も生きられず、人間よりも遅く歳を取る。
テンテンは躊躇なしに桜親子を含めた人間と接触しているが、本来は天使は滅多に人前に姿を見せない。
才の天使（さいのてんし）
「サイダネ」と「天翼じょうろ」で人間の才能を開花させるのが役目。かつてはザウエルが天使長を務め、神やテンパパも所属。現在はティレンツが天使長を務め、テンテンも所属。
知の天使（ちのてんし）
主に人間に知識を与えるのが役目。スフィクスが天使長を務め、ジャックやベンテン、ピーノも所属。
愛の天使（あいのてんし）
「天愛弓」と「聖恋矢」で人間の男女を結ばせるのが役目。マリリンが天使長を務め、キューピも所属。
力の天使（ちからのてんし）
事故現場などで人間の避難や救助を手助けするのが役目。ブルタスが天使長を務め、門番の天使兄弟も所属。
運の天使（うんのてんし）
クロノスが天使長を務め、フクジンやオニタローも所属。
堕天使（だてんし）
天使としての仕事を放棄し、自堕落な生活に身を委ねてしまった天使。「天使の不良」とも呼ばれる。目の下に隈があり、天印は消えて翼は邪心で黒くなっているのが特徴。集団で行動し、天使の里を襲って金品などを奪っていく。
天使の輪（てんしのわ）
天使の頭上に浮遊している、天使の証たる金色の輪。死者の頭上にも出現。天使の輪を取り上げられた天使は、次第に天力が底を付く。天の国への通行許可証の役割も果たす。
天力（てんりょく）
天使の生命エネルギー。天使の周りを包み、夏は涼しく冬は暖かくする。天使の輪を長期に渡って取り上げられると次第に底を付き、神のみが補充可能。ザウエルは天力を補充しなくても数百年は平気である。
才能花（さいのうか）
サイダネが芽を出し、やがて咲かせる花。立派な才能花を咲かせられる人間は100人に1人。中には一定以上の年齢になっても芽すら出ていない人間もいて、そのような人間には自分の才能に気付けるように天使が手助けする。逆に本人にやる気がないのに才能が開花することもあるが、通常は輝いている才能花が輝いておらず、この状態が続くと花はある程度成長した時点でストップして枯れてしまう。自身が持つ才能は必ずしも得意分野とは限らず、苦手と感じていたものが実は才能だった例も珍しくない。
通常、才能花は後述の望才鏡を使用しないと天使でも見えないが、天聖水で咲かせた才能花は普通に見えるため、ヒデユキが頭に花を咲かせてることを周囲の人間に不思議がられている。
悪魔に才能花を刈り取られてもサイダネは消えず、再び成長することで芽を出すが、再び開花させるには10倍の努力が必要。逆に悪人の才能花は二度と芽を出さない。
天聖水（てんせいすい）
「才」の天使が才能花を咲かせる際、天翼じょうろから自然と湧き出る聖なる水。読みきり版ではテンテンのじょうろの天聖水はテンテンの尿だった。
愛結子（あいけっし）
人間が誕生前に神から決めた、将来の結婚相手を示す運命の赤い糸。右手の小指に巻かれているが、「愛」の天使にしか見えない。一生に一度輝く日があり、それによって男女は出会うが、当日中に結ばれないと途切れてしまう。キューピによると、ヒデユキも愛結子で繋がった相手がいる。
福来日（ふくらいび）
一生に一度しかない、人間に幸福が訪れる日。フクジンが福天コヅチで福来者の願いを3つまで叶える。
天使アイテムアフターケアーサービス（てんしアイテムアフターケアーサービス）
天使が持つ天使アイテムを1週間預かって点検し、その間は代わりの天使アイテムを貸し出すサービス。数日前に通知が来る。
天の国（てんのくに）
天使たちが暮らす世界。テレビ放送されているなど地の国（ヒデユキたち人間が暮らす世界）との生活ぶりは同じである。地の国の10倍もの広さがあるが、大部分は未開の地で天使たちは一部の地域を開拓して暮らしているに過ぎない。望遠鏡によって地の国の様子を見られる。地獄とは友好関係を築き上げているが、かつては対立していた。
悪魔（あくま）
地獄の住人。天使同様、人前に滅多に姿を見せない。動物の言葉を理解できる。外見は悪魔によって多少異なるが、大抵は下半身が獣のようになっている。デモモなど悪人の才能花を刈る悪魔がいるが、他の悪魔の役割については恋仲にある人間を別れさせる魔女を除くと詳しくは分かっていない。悪魔の中でも特に優れたものは上級悪魔になれる。天使とは異なり、暑さや寒さから守られてはいない。人間の才能花は天使でも道具なしでは見えないが、才能花を刈る悪魔は道具なしでも見える。
地獄（じごく）
悪魔など地獄の住人が暮らす世界。上述通り、かつては天の国と対立していた。
黄泉の国（よみのくに）
地獄の中でも最果てにあり、悪魔さえ近付こうとしない分厚い壁に閉ざされた未知の世界。死者が「黄泉の裁判」を受ける。鬼が門番をしており、死神が多くいる。
天の国&地獄親睦大運動会（てんのくにアンドじごくしんぼくだいうんどうかい）
毎年開催される大運動会。開催地は交互に天の国か地獄で開催。勝利したほうが友好の像を1年間保管できる。
友好の像（ゆうこうのぞう）
天の国と地獄が戦争に発展した際、突如現れた正体不明の平和の使者によって仲裁された伝説があり、それをもとに造られた。壊されると天の国と地獄の間で再び戦争が勃発する。
天上オリンピア（てんじょうオリンピア）
天上王が主催し、100年に一度開催される天使と悪魔のオリンピック。開催地は天上王が造り出した浮遊島。3人1組で出場しなければならないが、天使同士や悪魔同士でなくても良い。優勝したチームは聖なる宝玉の力によって、どんな願いも叶えられる。優勝者は二度と出場できない。
前回は神とエンマ、ザウエルのチーム、今回はテンテンとヒデユキ、デモモのチームが優勝した。
降輪小学校（ふらわしょうがっこう）
ヒデユキたちが通っている降輪市立の学校。夏には移動教室で海に行き、冬には1泊2日のスキー教室が集英岳で開かれる。毎週火曜日の放課後には4年生から6年生はクラブ活動が実施。学芸会で各クラスは演劇をし、児童1人に最優秀演技賞が授与される。テンテンの存在は「4年（5年）1組で飼われている変な生き物」として、学校中に知れ渡っている。
テンテン体操（テンテンたいそう）
テンテンが考えたオリジナルの体操。人間には不可能な動きが存在。
テンテン団（テンテンだん）
正式名称は「テンテン少年探偵団」。テンテンがテレビで見た少年探偵団に憧れて結成し、メンバーは幼稚園児で構成されている。空き地を集合場所としている。

## 道具

### 天使アイテム
サイダネ
人間が誕生前に神から授かる才能の種。種類は非常に多く、中にはくだらない才能（ピーナッツを鼻に入れて飛ばすなど）や犯罪の才能も存在。逆に珠玉のサイダネは10万人に1人持っているかの希少なサイダネで、あらゆる分野で常人よりも優れた才能を発揮（過去にこのサイダネを持った人間は、歴史に名を残す偉人になった者が多い）。テレビアニメでは、あらゆる才能を得られる黄金のサイダネが登場。
サイダネが成長すると才能花が開花するが、既にサイダネを持つ人間がサイダネを飲むと体が拒絶反応を起こし、下痢になって体外に排出される。また、ヒデユキが複数のサイダネを一度に飲むと体調を崩す。
ティレンツの服やサイダネ袋、プムーの体の紋章には、天の国での才能を表すマーク（形の由来はサイダネ）がある。
天翼じょうろ（てんよくじょうろ）
「才」の天使が、人間の才能花を一時的に咲かせる天聖水を出すじょうろ。生き物で天聖山に住み、パートナーとなるじょうろは天使が自分の手で捕まえる。天使のパートナーとなった天翼じょうろは、持ち主の指示なしでは動けない。悪魔によって刈り取られた才能花を元に戻すことも可能。ジョロザエモンのように、長く生きると人間の言葉を喋れるようになる。固有名詞が存在し、テンテンの天翼じょうろはチョロ太（声 - 大須賀純）。
望才鏡（ぼうさいきょう）
人間の才能を覗ける道具。サイダネの育ち具合やサイダネの種類も分かるが、後者は天使にしか分からない。天の国で最も堅い物質「天鉱石」でできている。
天辞苑（てんじえん）
「知」の天使が所有し、すべての人間のプロフィールが事細かに記載されている辞典。
天愛弓（てんあいきゅう）
「愛」の天使が「聖恋矢」を射る時に使用する弓。
聖恋矢（せいれんや）
「愛」の天使が「天愛弓」から射る、結ばれるべき男女に使用される2つ1組の矢。対象でない相手（同性者など）に使用しても効果を発揮。
広縮布（こうしゅくふ）
天の国にある特殊な布。この布で作られたカバンなどは中身が外見以上に広く、大人1人が余裕で入れる。

### 悪魔アイテム
デビルカッター
デモモのような花刈り悪魔が使用。悪魔によって形状が異なる。デモモのデビルカッターも生き物で、デモモの指示を受けると自らの意思で動く。
悪魔のゲーム（あくまのゲーム）
数百人の犠牲者を出したため、地獄にある悪魔アイテム倉庫で厳重に保管されていた。見た目はボードゲームと同じ。ルーレットのスイッチを入れてプレイした場合、死のマスに止まると参加者全員が死神に魂を奪われる。

## 刊行情報
巻末劇場では作者が読者の疑問に答え、読者から寄せられたイラストや4コマ漫画を掲載。11巻までは塗り絵がページ内に存在（付録や特典ではない）。

## テレビアニメ
1998年10月10日から1999年9月25日まで、フジテレビ系列の一部の局で毎週土曜日18時30分から19時00分に放送された（全43話）。この時間帯はローカルセールス枠だったため、自社制作のローカル番組や系列内外の遅れネット番組を放送した関係で、週末早朝や平日午後などでの遅れネットまたは未放送となった地域もあった。
原作より下ネタ（主にテンテンの急所に関する下ネタ）が多い。原作で登場した人物で一部は性格などの変更や、「デモモが普通の言葉で喋れる」「テンテンの嫌いなものが鳥だがアニメではカラス（正確には鳥というよりもアニメではカラスがよく登場する）」などの変更も見られる。原作の連載中に終了したため、最終回（第43話）はアニメオリジナルである。
放送終了後にVHSビデオ版が全11巻で発売されたが、現在は廃盤となっている。DVD版は東映ビデオより発売された「日本アニメ主題歌大全集3」にオープニング・エンディング映像が収録されたのみで、本編のDVD版・Blu-ray版は未発売。

### スタッフ
- 監督 - 宮下新平
- キャラクターデザイン - 宮崎なぎさ
- 美術監督 - 川井憲
- 美術設定 - 工藤剛一
- 色彩設計 - 宮下眞理
- 撮影監督 - 吉坂研一
- 音響監督 - 藤野貞義
- 音楽 - 丸山和範
- プロデューサー - 鈴木吉弘、小竿俊一
- 広告代理店 - ASATSU-DK
- 製作 - フジテレビ、日本アニメーション

### 主題歌
オープニングテーマ「クラスで一番スゴイやつ」
作詞・歌 - ブラブラブラボーズ / 作曲・編曲 - 山崎利明（パイオニアLDC）
- 1番の歌詞が使用されているが、第14話と第15話のみ2番の歌詞を使用。
作詞・歌唱のブラブラブラボーズは「謎の覆面歌手」という扱いで正体不明。テレビ番組『快進撃TVうたえモン』の1999年2月9日放送分に登場。

エンディングテーマ1「TU-LA-LA」（第1話 - 第32話）
作詞・作曲・歌 - 泉川そら / 編曲 - 上杉洋史（パイオニアLDC）
エンディングテーマ2 「ドタバタギャグの日曜日」（第33話 - 第43話）
作詞・作曲 - ROLLY / 編曲 - 亀田誠治 / 歌 - チェキッ娘（ポニーキャニオン）

### 各話リスト
| 話 | サブタイトル                                | 脚本     | 絵コンテ     | 演出       | 作画監督            | 放送日          | 収録VHS |
| -- | ------------------------------------------- | -------- | ------------ | ---------- | ------------------- | --------------- | ------- |
| 1  | ダメ天使テンテン乱入!                       | 武上純希 | 宮下新平     | 宮下新平   | 朝倉隆              | 1998年 10月10日 | VOL.1   |
| 2  | 巨大スーパー捕物大作戦!                     | 武上純希 | 北川正人     | 北川正人   | 今泉賢一            | 10月17日        | VOL.1   |
| 3  | 学芸会で君こそスターだ!                     | 阪口和久 | 浅川智裕     | 浅川智裕   | 加瀬政広            | 10月24日        | VOL.1   |
| 4  | お化けで大騒ぎ!ハロウィンの怪談話           | 武上純希 | 鈴木輪流郎   | 鈴木輪流郎 | 小曽根孝夫          | 10月31日        | VOL.1   |
| 5  | 幼稚園大騒動!恋する少女は危険な女           | 吉田伸   | 高橋滋春     | 高橋滋春   | 野口木ノ実          | 11月7日         | VOL.2   |
| 6  | 走れ名探偵!子犬探しはサイダネで!            | 阪口和久 | 松下ユキヒロ | 佐土原武之 | 朝倉隆              | 11月14日        | VOL.2   |
| 7  | 豪華な食べ放題!誕生会で大冒険               | 岸間信明 | 近藤信宏     | 宮下新平   | 宮崎なぎさ          | 11月21日        | VOL.2   |
| 8  | マグロは江戸前!愛と友情の寿司ネタ           | 吉田伸   | 大船航       | 北川正人   | 今泉賢一            | 11月28日        | VOL.2   |
| 9  | 努力そして告白!男松沢、運命の一日           | 阪口和久 | 松下ユキヒロ | 腰繁男     | 陳偉文              | 12月5日         | VOL.3   |
| 10 | いとこは小悪魔!モモちゃん、登場!            | 武上純希 | 鈴木輪流郎   | 鈴木輪流郎 | 小曽根孝夫          | 12月12日        | VOL.3   |
| 11 | 雪降る夜の奇跡!花開けサンタの才能           | 岸間信明 | 香川豊       | 香川豊     | 朝倉隆              | 12月19日        | VOL.3   |
| 12 | 雪男の森を救え!汚いオトナに天罰を           | 武上純希 | 高橋滋春     | 横田和善   | 加瀬政広            | 1999年 1月9日   | VOL.3   |
| 13 | 特ダネを探せ!学級新聞抗争勃発!              | 吉田伸   | 鈴木行       | 佐土原武之 | 才田俊次            | 1月16日         | VOL.4   |
| 14 | 跳べ!ヒデユキ!ホントの才能を探せ            | 岸間信明 | 松下ユキヒロ | 腰繁男     | 陳偉文              | 1月23日         | VOL.4   |
| 15 | LOVE×2!愛天使キューピ登場                   | 岸間信明 | 原博         | 北川正人   | 今泉賢一            | 1月30日         | VOL.4   |
| 16 | インチキ博士!テンテンくん危機一髪           | 阪口和久 | 早川啓二     | 鈴木輪流郎 | 小曽根孝夫          | 2月6日          | VOL.4   |
| 17 | 恋せよ小学生!謎のバレンタイン仮面           | 武上純希 | 松下ユキヒロ | 腰繁男     | 陳偉文              | 2月13日         | VOL.5   |
| 18 | ライバル現る!最強の敵デモモ                 | 岸間信明 | 秋山大作     | 秋山大作   | 山縣亜紀            | 2月20日         | VOL.5   |
| 19 | ヒデユキが二人?遠い国からきた友人           | 吉田伸   | 横田和善     | 横田和善   | 朝倉隆              | 2月27日         | VOL.5   |
| 20 | じょうろの秘密!天使アイテム物語             | 岸間信明 | 松下ユキヒロ | 腰繁男     | 陳偉文              | 3月6日          | VOL.5   |
| 21 | 開け才能花!テンテンくんの初仕事             | 武上純希 | 鈴木輪流郎   | 鈴木輪流郎 | 加瀬政広            | 3月13日         | VOL.6   |
| 22 | エリート天使?ベンテン登場!                  | 阪口和久 | 原博         | 北川正人   | 今泉賢一            | 3月20日         | VOL.6   |
| 23 | 進めテンテン団!三輪車は正義の印             | 岸間信明 | 松下ユキヒロ | 腰繁男     | 陳偉文              | 3月27日         | VOL.6   |
| 24 | 天力が切れた?医（ドクター）天使ジャック登場 | 武上純希 | 宮下新平     | 佐土原武之 | 小曽根孝夫          | 4月17日         | VOL.6   |
| 25 | 行くぞ黄泉の国!恐怖の地獄めぐり             | 吉田伸   | 金澤勝眞     | 金澤勝眞   | 山縣亜紀            | 4月24日         | VOL.7   |
| 26 | きまじめ委員長!最悪の決断                   | 阪口和久 | 松下ユキヒロ | 腰繁男     | 陳偉文              | 5月8日          | VOL.7   |
| 27 | 学校で大変身!ジャックの保健室               | 武上純希 | 原博         | 北川正人   | 今泉賢一            | 5月15日         | VOL.7   |
| 28 | 巨大テンテンくん!世界一危険な胃袋           | 岸間信明 | 鈴木輪流郎   | 鈴木輪流郎 | 加瀬政広 鈴木輪流郎 | 5月22日         | VOL.7   |
| 29 | 必殺ラブレター!恋の炎がてんこ盛り           | 岸間信明 | 松下ユキヒロ | 腰繁男     | 汪泳 陳偉文         | 5月29日         | VOL.8   |
| 30 | 記憶が消えた!壮絶!集団物忘れ                | 吉田伸   | 佐土原武之   | 佐土原武之 | 小曽根孝夫          | 6月12日         | VOL.8   |
| 31 | フクジン降臨!大メーワクな福の神             | 岸間信明 | 宮下新平     | 石崎すすむ | 山縣亜紀            | 6月19日         | VOL.8   |
| 32 | これは怖い!良い子のテンテンくん             | 阪口和久 | サトウシゲル | 腰繁男     | 汪泳 陳偉文         | 6月26日         | VOL.8   |
| 33 | 町内鉄人レース!天使も悪魔も大激走           | 武上純希 | 松下ユキヒロ | 鈴木輪流郎 | 汪泳 陳偉文         | 7月10日         | VOL.9   |
| 34 | 降輪町大捜査網!逃亡影を捕まえろ             | 吉田伸   | 原博         | 北川正人   | 今泉賢一            | 7月24日         | VOL.9   |
| 35 | 宇宙人はどこだ!裏山大パニック               | 武上純希 | 松下ユキヒロ | 腰繁男     | 陳偉文              | 7月31日         | VOL.9   |
| 36 | 天の国が大騒ぎ!逃げ出した神様               | 岸間信明 | 細田雅弘     | 佐土原武之 | 加瀬政広            | 8月7日          | VOL.9   |
| 37 | 海でロマンス!男松沢、根性の一日             | 阪口和久 | 松下ユキヒロ | 鈴木輪流郎 | 陳偉文              | 8月14日         | VOL.10  |
| 38 | 食い意地勝負!真夏のガマン大会               | 岸間信明 | 宮下新平     | 石崎すすむ | 山縣亜紀            | 8月21日         | VOL.10  |
| 39 | 夏休み最後の日!地獄の森で昆虫採集           | 武上純希 | 原博         | 腰繁男     | 陳偉文              | 8月28日         | VOL.10  |
| 40 | お化け騒動再び!恐怖の学校キャンプ           | 武上純希 | 原博         | 北川正人   | 今泉賢一            | 9月4日          | VOL.10  |
| 41 | 目覚めよ筋肉!最強の男ヒデユキ               | 岸間信明 | 松下ユキヒロ | 鈴木輪流郎 | 陳偉文              | 9月11日         | VOL.11  |
| 42 | ミクロ三人衆!頼むから踏まないで             | 吉田伸   | 宮崎なぎさ   | 佐土原武之 | 加瀬政広            | 9月18日         | VOL.11  |
| 43 | 涙、涙の最終回!さよならテンテンくん         | 武上純希 | 宮下新平     | 宮下新平   | 小曽根孝夫          | 9月25日         | VOL.11  |

### 放送局
放送時間は1999年9月中旬 - 10月上旬時点のものとする。
| 放送地域       | 放送局             | 系列           | 放送日時                                | ネット状況              | 備考                                                        |
| -------------- | ------------------ | -------------- | --------------------------------------- | ----------------------- | ----------------------------------------------------------- |
| 関東広域圏     | フジテレビ         | フジテレビ系列 | 土曜 18:30 - 19:00                      |                         | 制作局                                                      |
| 北海道         | 北海道文化放送     | フジテレビ系列 | 金曜 16:00 - 16:30                      | 遅れネット              |                                                             |
| 岩手県         | 岩手めんこいテレビ | フジテレビ系列 | 土曜 18:30 - 19:00 ↓ 火曜 17:25 - 17:55 | 同時ネット ↓ 遅れネット | 1999年4月改編で山・海・漬の枠移動に伴い、遅れネットへ移行。 |
| 宮城県         | 仙台放送           | フジテレビ系列 | 水曜 15:55 - 16:25                      | 遅れネット              |                                                             |
| 山形県         | さくらんぼテレビ   | フジテレビ系列 | 土曜 18:30 - 19:00                      | 同時ネット              |                                                             |
| 新潟県         | 新潟総合テレビ     | フジテレビ系列 | 土曜 18:30 - 19:00                      | 同時ネット              |                                                             |
| 長野県         | 長野放送           | フジテレビ系列 | 土曜 18:30 - 19:00                      | 同時ネット              |                                                             |
| 静岡県         | テレビ静岡         | フジテレビ系列 | 土曜 18:30 - 19:00 ↓ 日曜 9:30 - 10:00  | 同時ネット ↓ 遅れネット | くさデカの枠移動に伴い、遅れネットへ移行。                  |
| 中京広域圏     | 東海テレビ         | フジテレビ系列 | 金曜 16:30 - 17:00 ↓ 金曜 16:27 - 16:55 | 遅れネット              |                                                             |
| 近畿広域圏     | 関西テレビ         | フジテレビ系列 | 日曜 6:30 - 7:00                        | 遅れネット              |                                                             |
| 鳥取県・島根県 | 山陰中央テレビ     | フジテレビ系列 | 平日 16:30 - 17:00                      | 遅れネット              | 本放送終了後に放送。                                        |
| 広島県         | テレビ新広島       | フジテレビ系列 | 水曜 16:00 - 16:30                      | 遅れネット              |                                                             |
| 福岡県         | テレビ西日本       | フジテレビ系列 | 土曜 18:30 - 19:00                      | 同時ネット              |                                                             |
| 日本全域       | キッズステーション | CS放送         | 不明                                    |                         |                                                             |

### 関連商品

#### CD
- 『花さか天使テンテンくん オリジナル・サウンドトラック』（パイオニアから1998年12月16日発売）
  - OP&EDとBGMが収録。

#### VHS
VHSはポニーキャニオンより、1999年10月20日から2000年8月19日にかけて発売された。現在は廃盤となっており、入手は困難となっている。
| 巻数   | 発売日         | 収録話          |
| ------ | -------------- | --------------- |
| VOL.1  | 1999年10月20日 | 第1話 - 第4話   |
| VOL.2  | 1999年11月17日 | 第5話 - 第8話   |
| VOL.3  | 1999年12月17日 | 第9話 - 第12話  |
| VOL.4  | 2000年1月19日  | 第13話 - 第16話 |
| VOL.5  | 2000年2月17日  | 第17話 - 第20話 |
| VOL.6  | 2000年3月17日  | 第21話 - 第24話 |
| VOL.7  | 2000年4月19日  | 第25話 - 第28話 |
| VOL.8  | 2000年5月17日  | 第29話 - 第32話 |
| VOL.9  | 2000年6月21日  | 第33話 - 第36話 |
| VOL.10 | 2000年7月19日  | 第37話 - 第40話 |
| VOL.11 | 2000年8月19日  | 第41話 - 第43話 |

## ゲーム
- 『花さか天使テンテンくんのビートブレイカー』（コナミから1999年4月28日発売、ゲームボーイ用ソフト）
  - 音楽ゲームとパズルゲームを混ぜたような内容になっている。攻略本も発売。